# Tamchekett
Tamchekett è uno dei cinque comuni del dipartimento di Tamchekett, situato nella regione di Hodh-Gharbi in Mauritania. Nel censimento della popolazione del 2000 contava 1.915 abitanti.